# شتيفاني جاومنتس
شتيفاني جاومنتس (بالألمانية: Stephanie Gaumnitz)‏ مواليد 21 أكتوبر 1987 في كوتبوس، ألمانيا، هي متسابقة ألمانية في صنف سباق الدراجات على الطريق وعلى المضمار.

## الميداليات
| الميدالية | المسابقة                               |
| --------- | -------------------------------------- |
| ذهبية     | بطولة العالم للدراجات على المضمار 2015 |

## روابط خارجية
- شتيفاني جاومنتس على موقع الاتحاد الدولي للدراجات (الإنجليزية)
- شتيفاني جاومنتس على موقع أرشيف الدراجات (الإنجليزية)
- شتيفاني جاومنتس على موقع إحصائيات الدراجات الإحترافية (الإنجليزية)
- شتيفاني جاومنتس على موقع نسبة الدراجات (الإنجليزية)
- شتيفاني جاومنتس على موقع أوليمبيديا (الإنجليزية)
- شتيفاني جاومنتس على موقع اللجنة الأولمبية الألمانية (الألمانية)